# Нікотинова кислота
Нікоти́нова кислота́, також ніацин, вітамін B3, вітамін PP (від англ. pellagra preventing), нікотинамід — розчинний у воді вітамін; необхідний для багатьох реакцій окиснення у живих клітинах.

## Історія відкриття
Вперше нікотинову кислоту було отримано дослідником Хубером в 1867 році при окисленні нікотину хромовою кислотою. Сучасна назва нікотинова кислота отримала в 1873 році, коли австрійський хімік Хуго Вайдель синтезував цю речовину, окислюючи нікотин  нітратною кислотою. Однак про вітамінні властивості нікотинової кислоти ще нічого не було відомо.
У 1920-х роках американський лікар Джозеф Голдбергер припустив існування вітаміну РР, що сприяє профілактиці і лікуванню пелагри. І тільки в 1937 році групою вчених на чолі з Елвейджем було доведено, що нікотинова кислота і є вітамін РР. У 1938 році в СРСР вже успішно лікували  пелагру нікотиновою кислотою у таборах НКВД.

## Фармакологічна дія
В організмі людини нікотинова кислота перетворюється в нікотинамід, який зв'язується з коензимами кодегидрогенази I і II (НАД+ і НАДФ+), які переносять водень, бере участь в метаболізмі жирів, протеїнів, амінокислот, пуринів, тканинному диханні, глікогенолізі, синтетичних процесах.
Нікотинова кислота, нікотинамід та ніацин являють собою різні хімічні сполуки, однак вони є єдиними ланцюгом біохімічного перетворення вітаміну в організмі. Отже у більшості випадків їх називають, як синоніми вітаміну В3.
Нестача цього вітаміну призводить до дерматизму, деменції, діареї, а також спричинює таке захворювання як пелагра (авітамінозне захворювання з переважним ураженням шкіри).
За структурою нікотинова кислота є похідним гетероциклічної сполуки піридину. Вітамін B3 у значних кількостях знаходиться у житньому хлібі, гречці, квасолі, м'ясі, печінці, нирках. Добова норма для дорослої людини приблизно 25 мг.
Всмоктується вітамін B3 у тонкій кишці простою дифузією. З ентероцитів він потрапляє в кров, якою переноситься в печінку та інші органи. У клітинах нікотинова кислота перетворюється в НАД+ і НАДФ+. Біосинтез НАД+ із нікотинаміду здійснюється таким методом:
1. нікотинамід + фосфорибозилпірофосфат → нікотинамід-мононуклеотид + Н4Р2О7;
2. нікотинамід-мононуклеотид + АТФ → НАД+ + пірофосфат.

Процес утворення НАД+ здійснюється під впливом специфічних пірофосфорилаз, розміщених як у цитоплазмі, так і в мітохондріях.
НАДФ утворюється в цитоплазмі з НАД+ за допомогою специфічної кінази: НАД+ + АТФ → НАДФ+ + АДФ.
НАД+ і НАДФ виявлені в усіх типах клітин. У клітинах печінки приблизно 60 % усього вмісту НАД+ знаходиться в мітохондріях, а 40 % — у цитоплазмі. В окисненому стані НАД+ має вузьку смугу поглинання в ультрафіолетовій частині спектра з максимумом на довжині хвилі 260 нм. У відновленому стані виникає друга смуга при 340 нм, при одночасному зменшенні інтенсивності смуги при 260 нм. Окиснені форми НАД+ і НАДФ+
проявляють виражену флюорисценцію з довжиною хвилі 440 нм.

## Біологічні функції
У складі НАД+ і НАДФ+ ніацин бере участь в обміні речовин. Є приблизно сотня нікотинамідзалежних ферментів. НАД+ і НАДФ+ є коферментами багатьох дегідрогеназ, необхідних для вироблення енергії в клітині: виступають акцепторами і проміжними переносниками атомів водню на початкових стадіях окиснення вуглеводів, жирних кислот, амінокислот, гліцерину, на стадії циклу Кребса і в термінальних стадіях дегідрування в дихальному ланцюзі та монооксигеназному ланцюзі.
Таким чином, вітамін В3 бере участь в енергозабезпеченні клітин і в знешкодженні шляхом окиснення природних та чужорідних речовин (монооксигеназний ланцюг окиснення).